# Amda Seyon I
Amda Seyon (... – 1344)  fu imperatore dell'Etiopia dal 1314 al 1344.
Durante il suo lungo regno si assistette ad una consolidazione della neonata monarchia ed alle prime conquiste.